# Zoja Anatoljevna Kosmodemjanskaja
Zoja Anatoljevna Kosmodemjanskaja (rusko Зо́я Анато́льевна Космодемья́нская), ruska partizanka, * 13. september 1923, † 29. november 1941.
Bila je sovjetska partizanka, ki je bila posmrtno odlikovana z redom heroja Sovjetske zveze. Med sovjetskim obdobjem je bila ena najbolj slavnih mučenikov.

## Družina
Rodila se je v družini, iz katere so od 17. stoletja izhajali duhovniku Ruske pravoslavne cerkve. Njen stari oče, sveti Pjotr Kosmodemjanski, je bil leta 1918 umorjen zaradi nasprotovanja bogokletnosti.
Rodila se je leta 1923 v vasi Osino-Guj v bližini mesta Tambov. Njen oče, Anatolij, je študiral na teološkem semenišču, a ni diplomiral in je delal kot knjižničar. Njena mati, Ljubov (rojena Čurikova), je bila učiteljica. Leta 1925 se je družini rodil še Aleksander, ki je tudi posmrtno postal heroj Sovjetske zveze. Leta 1929 se je družina preselila v Sibirijo zaradi strau pred preganjanjem in naslednje leto v Moskvo.
Leta 1938 se je pridružila Komsomolu. Oktobra 1941 se je kot dijakinja prostovoljno pridružila partizanom; dodeljena je bila partizanski enoti 9903 pri štabu Zahodne fronte. 27. novembra 1941 je Zoja dobila nalogo, da požge vas Petričevo, kjer je bil nastanjen nemški konjeniški polk. Med požiganjem hlevov so jo ujeli, nato mučili in zjutraj obesili.
Potem, ko je bila janurja 1942 zgodba o njeni smrti objavljena v Pravdi, je bila februarja odlikovana z redom heroja Sovjetske zveze.
Po njem so poimenovali številne ceste, kolhoze in pionirske organizacije. Leta 1944 so posneli tudi film Zoja po njeni zgodbi. Prav tako so po njen poimenovali 4108 m visoko goro v Trans-Ili Alatau in asteroid 1793 Zoja.
Pokopana je na moskovskem pokopališču Novodeviči.